# Cozumel
Cozumel (maysky Ostrov vlaštovek) je ostrov v Karibském moři ležící 20 km východně od Yucatánského poloostrova, zhruba 60 km od města Cancún. Svojí rozlohou 478 km² je Cozumel třetím největším mexickým ostrovem a zároveň největším ostrovem na atlantickém pobřeží Mexika. Žije na něm zhruba 80 000 obyvatel, drtivá většina z nich ve městě San Miguel de Cozumel.
Cozumel je plochý (nejvyšší bod má 15 m n. m.) vápencový ostrov, jsou na něm četné jeskyně. Obklopuje ho Mezoamerický korálový útes, takže je ideálním místem pro koupání, potápění a pozorování podmořského života. Část ostrova byla vyhlášena národní rezervací. Za starých Mayů byl kultovním místem zasvěceným bohyni plodnosti Ix Chel. V roce 1518 na něm přistál Juan de Grijalva, následně Španělé poničili mnohé památky, zachovaly se jen ruiny zvané San Gervasio. O rok později zde, v cestě za zlatem Aztéků, krátce mezipřistál Hernán Cortés. V současnosti je hlavním zdrojem příjmů obyvatel turistika.

## Zajímavosti
- na Cozumelu žijí vzácné endemické formy živočišných druhů jako je mýval, liška, křeček, hoko nebo drozdec.
- ostrov navštívil Richard Halliburton v roce 1928, oslavil jeho krásy v knize Za novými světy.
- v říjnu 2005 ostrov silně poničil hurikán.
- při dovolené na Cozumelu se v roce 2000 za nevyjasněných okolností utopila britská zpěvačka Kirsty MacCollová.
- v hlavním městě ostrova sídlí dvě vysoké školy.
- v roce 1960 konal v okolí Cozumelu průzkumy Jacques Cousteau.
- v obci El Cedras na jihu ostrova se každý rok v dubnu koná velký folklorní festival.

## Fotogalerie

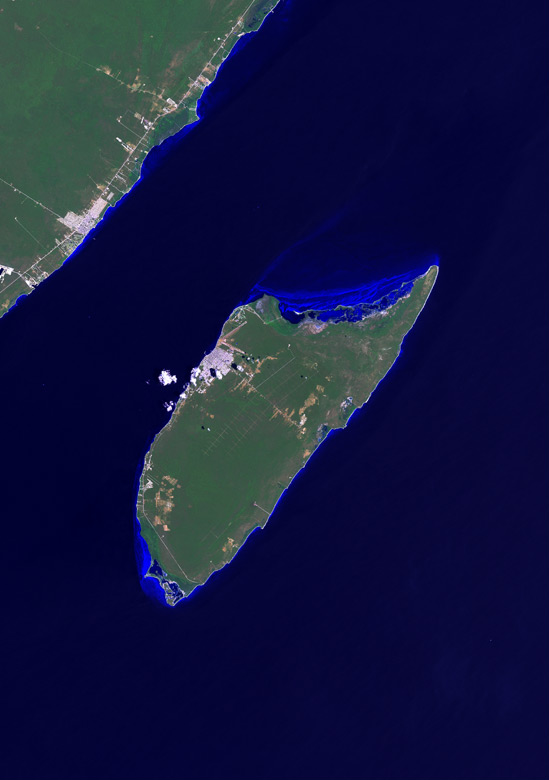
Cozumel a přilehlá část pevniny na satelitním snímku
Vlajka ostrova
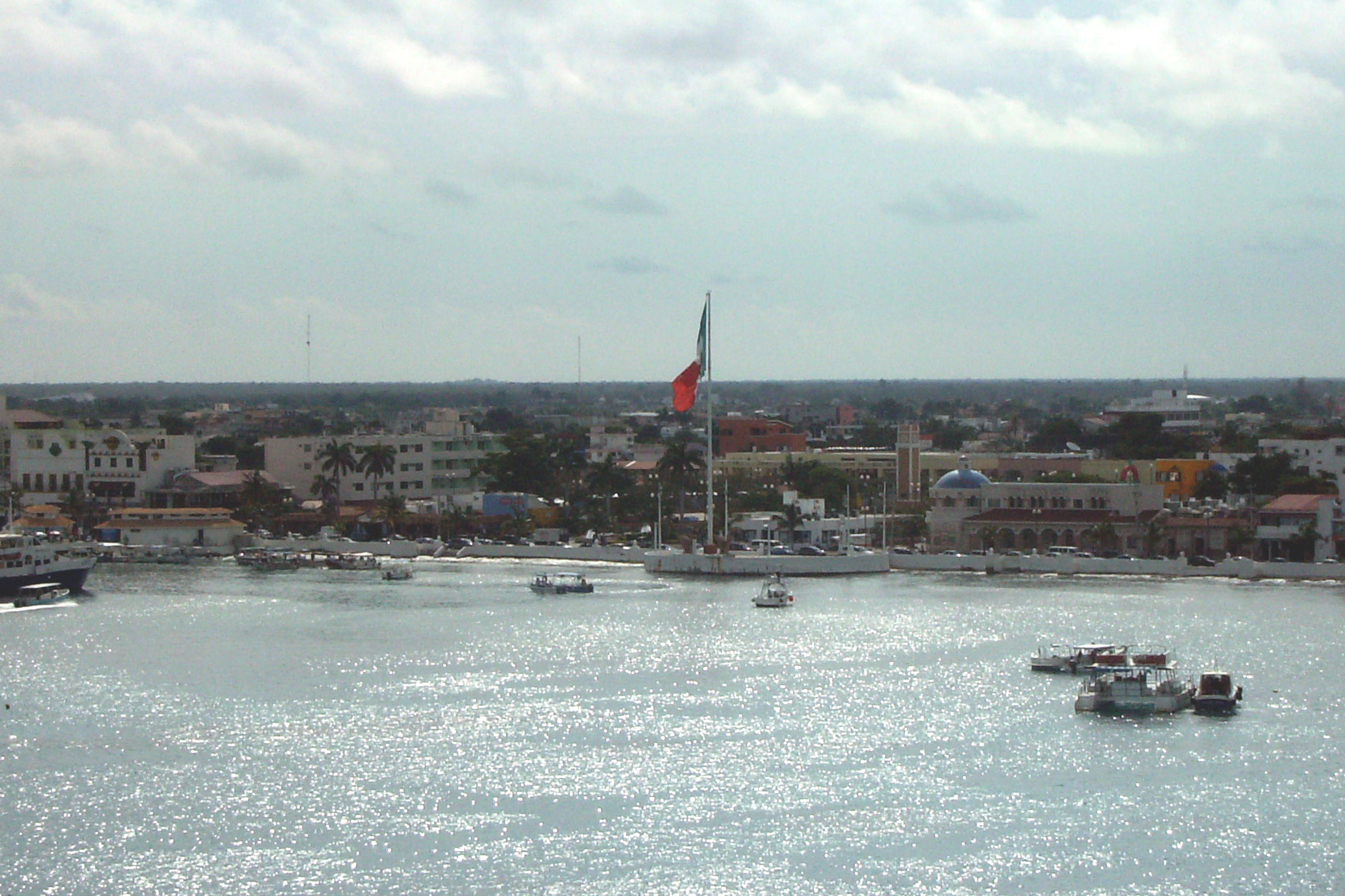
Pohled na hlavní město San Miguel
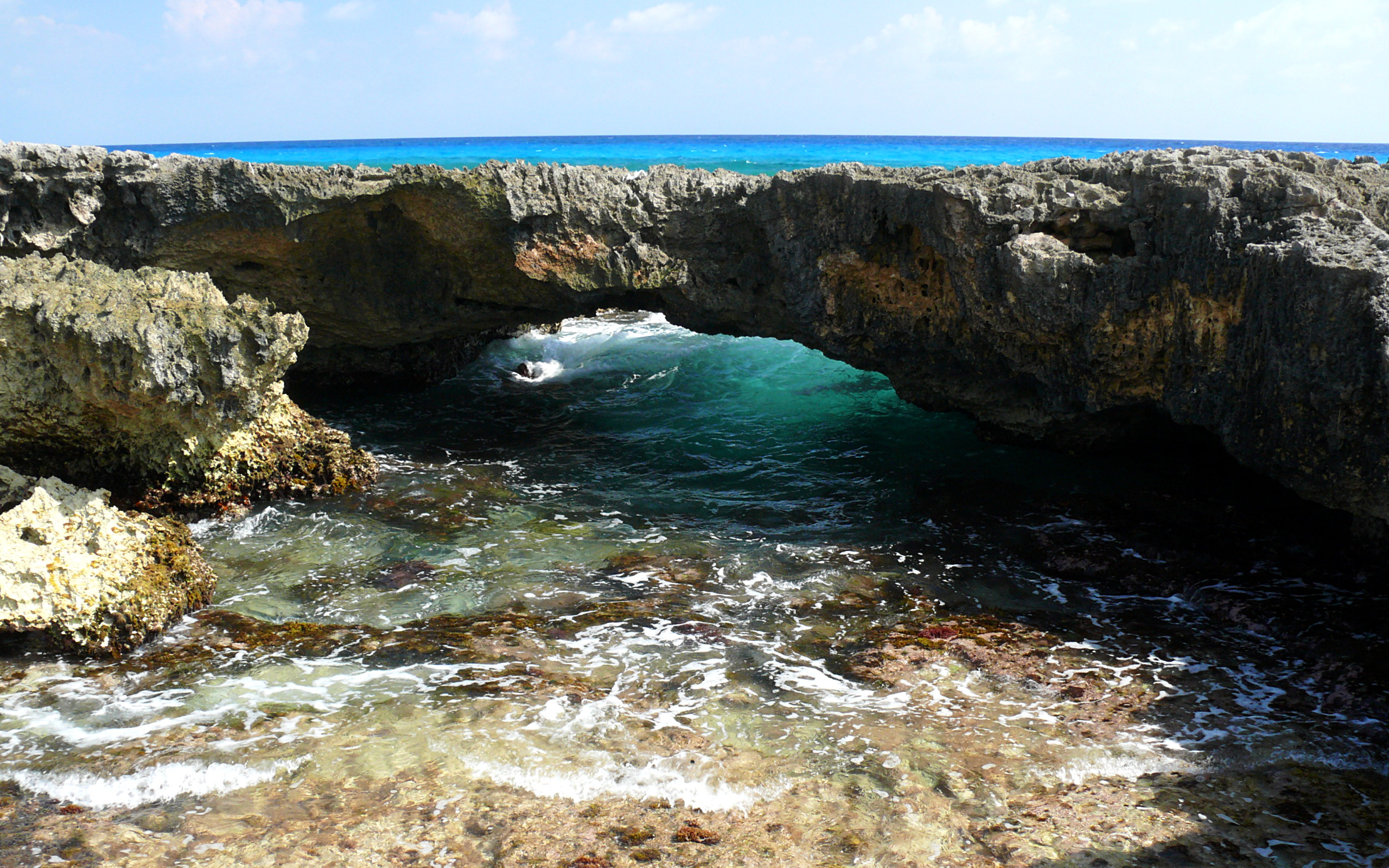
Tamní pobřeží